# Обок
Обок (араб. أوبوك, трансліт. Awbūk, афар. Hayyú) — портове місто в Джибуті, адміністративний центр однойменного регіону.

## Географія
Центр міста розташовується на нульовий висоті над рівнем моря.

### Клімат
Місто знаходиться у зоні, котра характеризується кліматом тропічних пустель. Найтепліший місяць — липень із середньою температурою 35.6 °C (96.1 °F). Найхолодніший місяць — січень, із середньою температурою 25.3 °С (77.5 °F).
| Клімат Обока            | Клімат Обока | Клімат Обока | Клімат Обока | Клімат Обока | Клімат Обока | Клімат Обока | Клімат Обока | Клімат Обока | Клімат Обока | Клімат Обока | Клімат Обока | Клімат Обока | Клімат Обока |
| Показник                | Січ.         | Лют.         | Бер.         | Квіт.        | Трав.        | Черв.        | Лип.         | Серп.        | Вер.         | Жовт.        | Лист.        | Груд.        | Рік          |
| Середня температура, °C | 25,3         | 25,9         | 27,3         | 29           | 31,1         | 33,8         | 35,6         | 35,1         | 32,8         | 29,6         | 27,2         | 25,7         | 29,9         |
| Норма опадів, мм        | 9.1          | 4.2          | 8            | 13           | 7.1          | 0.5          | 9.4          | 8.6          | 4.4          | 7.8          | 9.6          | 9.4          | 91.1         |
| Днів з опадами          | 1,2          | 1            | 0,7          | 0,7          | 0,8          | 0,6          | 1            | 1            | 0,8          | 1,1          | 0,4          | 1            | 10,3         |
| Вологість повітря, %    | 84.2         | 83.3         | 83.1         | 84.1         | 82.8         | 72.1         | 61.8         | 65.6         | 78.3         | 79.7         | 81.7         | 84.5         | 78.4         |
| ----------------------- | ------------ | ------------ | ------------ | ------------ | ------------ | ------------ | ------------ | ------------ | ------------ | ------------ | ------------ | ------------ | ------------ |
| Джерело: Weatherbase    |              |              |              |              |              |              |              |              |              |              |              |              |              |

## Історія
У кінці 2002 року морські піхотинці США прибули в Обок, де проходили тренування перед вторгненням в Ірак.

## Демографія
| 2009  | 2012   |
| ----- | ------ |
| 9 933 | 10 734 |